# Amaltheia

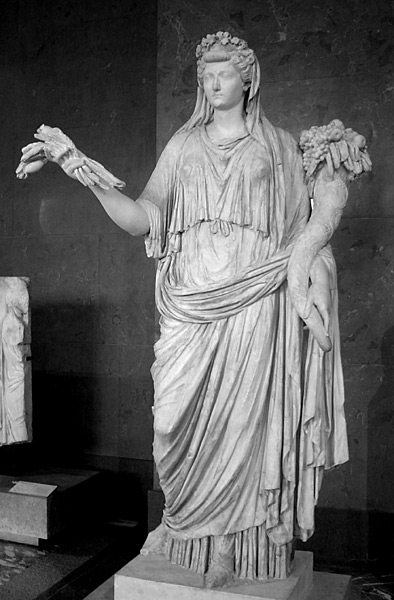
Livia
(sculptură de marmură, cu spice de grâu și Cornucopia - secolul I; Luvru)

Amaltheia este capra divină care l-a alăptat pe Zeus în Creta, insula lui de naștere, pe când acesta era un bebeluș. În alte tradiții, Amaltheia era o nimfă care l-a hrănit pe Zeus cu miere și laptele unei capre. Din recunoștință, Zeus a transformat unul din coarnele caprei în Cornucopia ("cornul belșugului"), care este întotdeauna plin cu ceea ce își dorește posesorul. În unele versiuni, pielea caprei a devenit Aegis, scutul legendar al Athenei.